# Longiapertina
Longiapertina es un género de foraminífero bentónico de la subfamilia Sigmoilinitinae, de la familia Hauerinidae, de la superfamilia Milioloidea, del suborden Miliolina y del orden Miliolida. Su especie tipo es Longiapertina varistriata. Su rango cronoestratigráfico abarca el Holoceno.

## Clasificación
Longiapertina incluye a la siguiente especie:
- Longiapertina varistriata